# John J. Pershing
John Joseph Pershing, ameriški general, * 13. september 1860, Laclede, Missouri, † 15. julij 1948, Washington, D.C.